# 세스티에레
세스티에레(Sestiere)는 이탈리아의 행정 구분 중 하나이다. 번역하자면 구(區) 정도에 해당한다.
- 제네바의 세스티에레
- 밀라노의 세스티에레
- 라팔로의 세스티에레
- 베네치아의 세스티에레

## 같이 보기
- 코무네#세스티에레
- 로마의 리오네